# آنری مونو
آنری مونو (فرانسوی: Henri Monnot‎) قایقران قایق بادبانی اهل فرانسه بود.